# Aedia
Aedia is een geslacht van nachtvlinders uit de familie van de uilen (Noctuidae) . Over de onderfamilie waartoe het geslacht behoort bestaat veel onduidelijkheid. Verschillende auteurs plaatsen ze bij Aediinae, Ophiderinae, Catocalinae of Acronictinae. Bij Fauna Europaea is het geslacht ingedeeld bij Acontiinae, een indeling die hier wordt gevolgd.

## Soorten

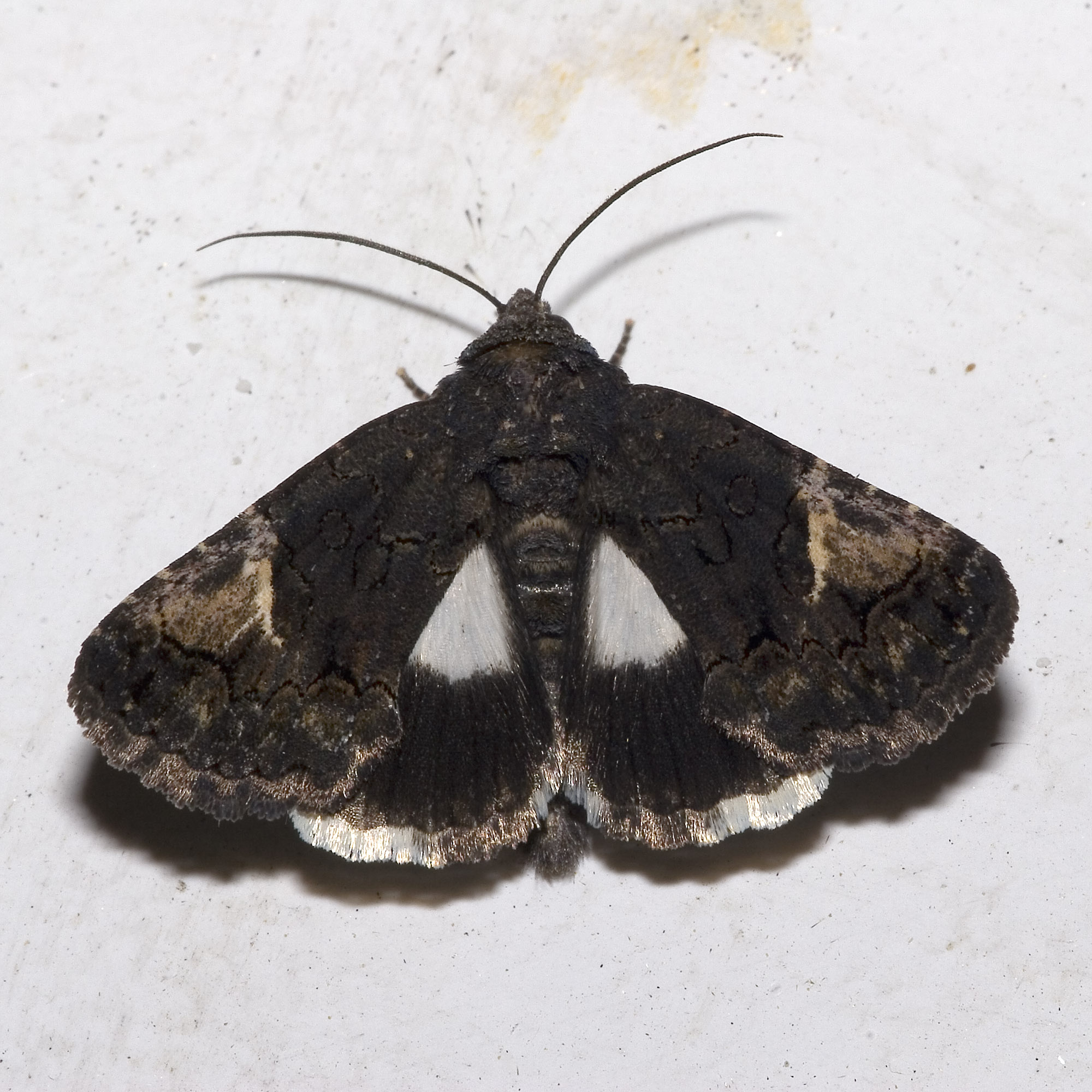
Aedia funesta

- A. albomacula Hulstaert, 1924
- A. arctipennis Hulstaert, 1924
- A. dinawa Bethune-Baker, 1906
- A. dulcistriga Walker, 1858
- A. funesta Esper, 1786
- A. kumamotonis Matsumura, 1926
- A. leucomelas (Linnaeus, 1758)
- A. melas Bethune-Baker, 1906
- A. olivescens Guenée, 1852
- A. phantasma Hacker, 2004
- A. pruna Semper, 1900
- A. sericea Butler, 1882

- Aedia funesta